# François Mautin
François Albert Mautin, född 9 maj 1907 i Paris, död där 27 oktober 2003, var en fransk ishockeyspelare. Han var med i det franska ishockeylandslaget som kom på delad åttonde plats i de Olympiska vinterspelen 1928 i Sankt Moritz.